# Cladeutes minor
Cladeutes minor là một loài tò vò trong họ Ichneumonidae.